# Церква Царя Христа (Озеряни)
Церква Царя Христа в Озерянах — парафія і храм греко-католицької громади Борщівського деканату Бучацької єпархії Української греко-католицької церкви в селі Озеряни Чортківського району Тернопільської области.
Оголошена пам'яткою архітектури місцевого значення (охоронний номер 380).

## Історія церкви
Парафію в Озерянах було засновано у 1716 році. До 1946 року вона належала до УГКЦ, а протягом радянського періоду (1946—1989) була підпорядкована РПЦ. У лютому 1990 року парафію було відновлено в лоні УГКЦ.
Перша історична згадка про дерев'яну церкву в Озерянах датується 1716 роком. Тоді її освятили на честь Мучениці Параскевії.
У 1756 році в селі збудували нову муровану церкву, яку також освятили на честь Святої Мучениці Параскевії. Вона була наділена відпустом у день Успіння святої Анни та святої Мучениці Параскевії.
У травні 1930 року розпочалося будівництво нової, модерної церкви за проєктом львівського архітектора Олександра Пежанського. Її освячення відбулося 30 жовтня 1937 року за участі владики Станиславівської єпархії єпископа Григорія Хомишина та 30 священників. Церкву назвали на честь Царя Христа.
15 травня 1943 року церква Святої Мучениці Параскевії та каплиця повністю згоріли.
У березні 1946 року парафія та церква Царя Христа припинили функціонувати, а восени того ж року їх перевели до московського православ'я.
25 лютого 1990 року завдяки старанням о. Михайла Кисіля парафія і храм Царя Христа повернулися в лоно УГКЦ.
При парафії діють: Марійська дружина, братство «Апостольство молитви» та «Українська молодь Христові».
У селі є Хресна дорога, яка веде від церкви Павла і Петра (с. Констанція) до церкви Царя Христа (с. Озеряни). У 2000 та 2010 роках відбувалися Святі Місії.

## Парохи
- о. Іван Пінчук (1731),
- о. Матвій Гучинський (1772),
- о. Василь Дністрянський (1839—1879),
- о. Яків Гулик (1879—1881),
- о. Лев Дністрянський (1881—1912),
- о. Яків Медвецький (з 15 квітня 1905),
- о. Володимир Лозинський (з 1 жовтня 1906),
- о. Леонтій Коростіль (1917—1920),
- о. Григорій Зінько,
- о. Решетило (1920—1923),
- о. Іван (Іоан) Вальницький (1923—1944),
- о. Михайло Жарий (1944—1946),
- о. Василь Чиж (1946—1962),
- о. Володимир Чиж,
- о. Іван Цап'юк,
- о. Зеновій Афінець,
- о. Микола Корчак,
- о. Михайло Кисіль (1990),
- о. Герус (1990—1991),
- о. Микола Подущак (1991—1998),
- о. Іван Яворський (з січня 1999).